# San José el Hueyate
San José el Hueyate är en ort i Mexiko.   Den ligger i kommunen Mazatán och delstaten Chiapas, i den sydöstra delen av landet, 900 km sydost om huvudstaden Mexico City. San José el Hueyate ligger 1 meter över havet och antalet invånare är 756.
Terrängen runt San José el Hueyate är mycket platt. Havet är nära San José el Hueyate åt sydväst. Runt San José el Hueyate är det ganska glesbefolkat, med 34 invånare per kvadratkilometer. Närmaste större samhälle är Mazatán, 19,6 km öster om San José el Hueyate. 